# Ma Yuan
Ma Yuan, (ou Ma Yüan) surnom: Qinsshan, originaire de Hezhong, province de Shanxi, est un peintre chinois actif vers 1190 – 1230.

## Arbre généalogique

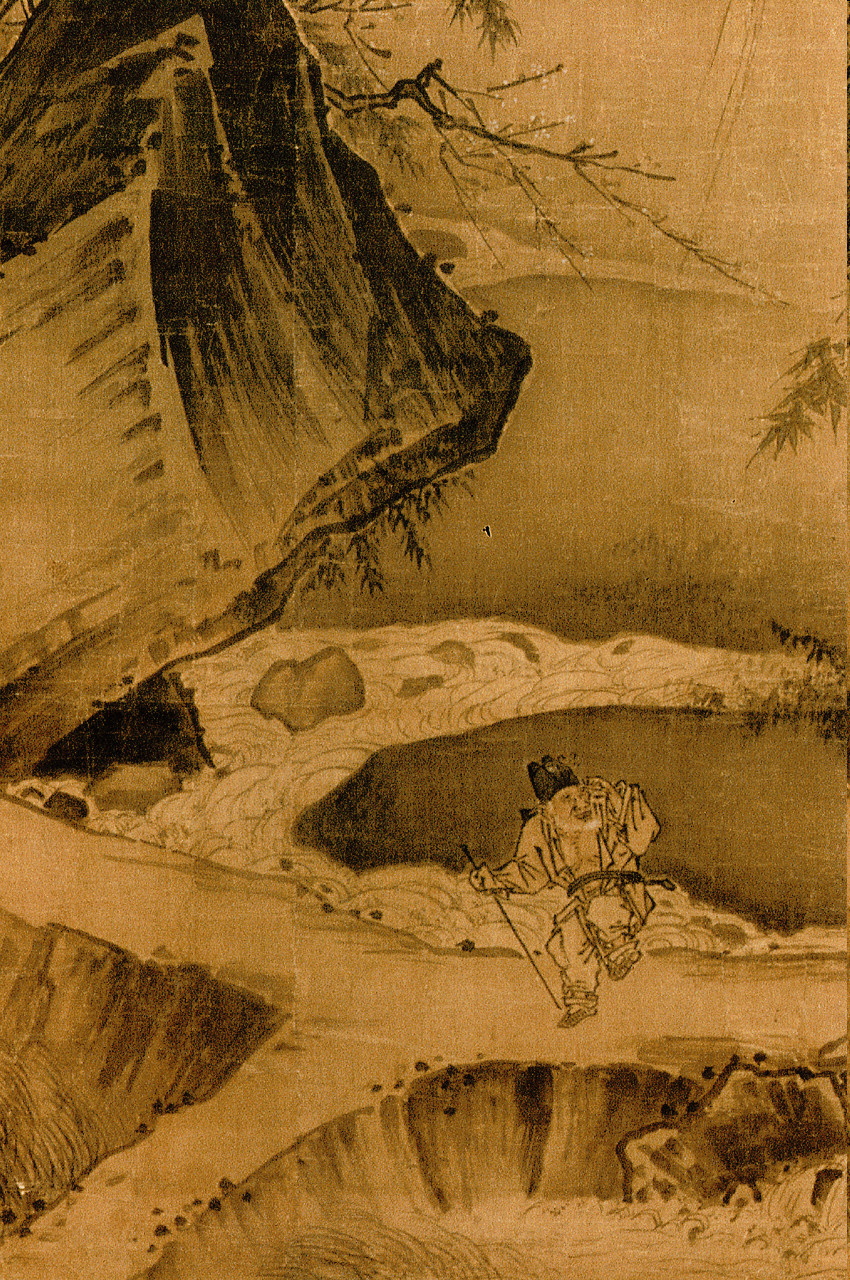

La famille Ma, une dynastie de peintres de la même famille, est au service des empereurs durant cinq générations. À en juger par les nombreuses œuvres qui nous restent de trois membres de la famille, Ma Yuan, Ma Gongxian (XIIe siècle), et Ma Lin (actif du début au milieu du XIIIe siècle), leur entreprise reflète parfaitement l'artisanat de la profession. Elle se poursuit sur un siècle et demi, avec au moins un peintre à chaque génération qui reçoit un poste officiel à l'Académie et perpétue ainsi le bien-être financier de la famille. Sans doute la vie même de la famille et sa prospérité dépendaient-elles de cet emploi perpétuel et leur entreprise était-elle une entreprise commune, à la survie de laquelle ils travaillent tous.

## Biographie
Pour l'occident, le paysage chinois n'a longtemps eu qu'un seul visage : celui qu'il a pris sous la dynastie des Song du Sud (1127-1279) et qui a trouvé son expression la plus accomplie dans l'œuvre de Ma Yuan et de Xia Gui (actif-1190-1225). L'académie connaît alors un renouveau d'activité. Nommés l'un et l'autre peintres « attendant les ordres », ils fondent une école dite « Maxia jia ». Surtout célèbres comme paysagistes, ils s'inspirent tous les deux de Li Tang. Art sentimental et subjectif, il substitue la partie au tout, suggère d'un pinceau nerveux et elliptique une réalité fragmentaire et momentanée, sensible à l'impermanence des choses et rompant, à dessein, l'équilibre serein des forces naturelles pour un contenu émotionnel plus intense.

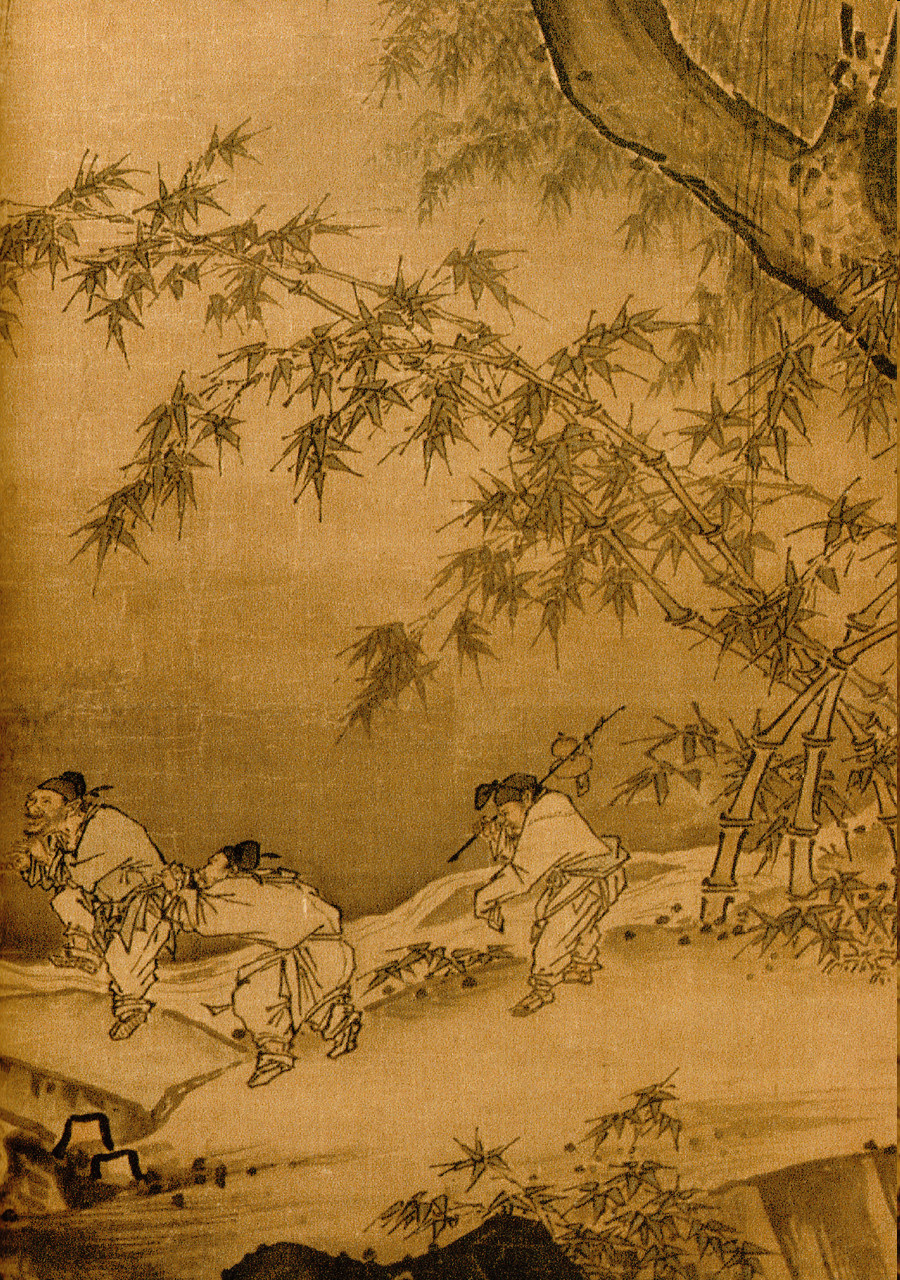

Si l'Occident a vu dans ce style l'essence même de la peinture chinoise, les chinois eux-mêmes ne lui ont jamais témoigné qu'une admiration modérée, lui préférant les styles immédiatement antérieurs, des Song du Nord et postérieurs, des Yuan. L'activité de Ma Yuan et de Xia Gui correspond à la fin du XIIe siècle et au premier quart du XIIIe siècle et s'ils sont rangés parmi les disciples de Li Tang (1050-1130), il semble en réalité peu probable qu'ils l'aient véritablement connu.
C'est néanmoins sans hiatus que leur œuvre succède à celui de leur devancier. En dépit des très grands éloges exprimés par les critiques, les lettrés reprochent à la technique de Ma et de Xia une certaine dureté, une tendance au procédé. L'expression fait trop appel à l'émotion, son lyrisme n'est pas dénué de vulgarité. Le rejet des peintres de tradition lettrée à l'égard des académiciens va jusqu'à la désaffection envers le paysage.
Leurs vies respectives nous sont mal connues. On sait que Ma Yuan appartient à une famille d'artistes : son père Ma Shirong, son grand-père et son arrière-grand-père ont tous fait partie de l'académie de peinture. Ma Yuan, pour sa part est actif à l'Académie de Hangzhou à partir de 1190, sous les règnes des empereurs Guangzong (1189-1194) et Ningzong (1194-1224) ; il semble qu'il en fasse encore partie au commencement du règne de Lizong (1224-1264).
Fait remarquable, qui explique le développement harmonieux et continu du paysage chinois de cette époque, l'Académie des Song du Sud réussit à monopoliser toute l'activité picturale. Hormis le groupe marginal des peintres chan (zen), dont l'un des principaux représentants, Liang Kai, n'en a pas moins été académicien, l'Académie imprime à la vie artistique une homogénéité nouvelle et en dispose avec une emprise totale : technique irréprochable, discipline stricte, démarche cohérente et qualité extrêmement élevée, toutes caractéristiques qui aboutissent inévitablement à un goût certain de la virtuosité, de la mise en formules, des artifices monotones.
Ma Yuan représente la perfection intrinsèque de l'idéal académique, combinant dans presque toutes ses œuvres une série d'éléments quasiment invariables : « composition d'une brillante ingéniosité, généralement en diagonale, appuyant toute la peinture sur un angle, usage expressif des vides, formalisation schématique et économie des signes chargeant ceux-ci du maximum d'intensité, cadrages asymétriques, coupures, litotes ; dans ses peintures, le pinceau s'arrête à mi-course tandis que l'idée atteint son plein développement » (Pierre Ryckmans).
La nature domestiquée, civilisée et purifiée de tous ses aspects inquiétants ou effrayants, alors que les personnages semblent éprouver un sentiment de sécurité intime et de bien-être. Curieusement, l'atmosphère rêveuse et contemplative délibérément recherchée est en contraste avec la violence certaine des coups de pinceau larges, angulaires et tranchants, du type coups de hache (pifucun), dérivé de Li Tang et porté ici à son point de perfection.
Cette technique rigoureuse permet à Ma Yuan d'échapper aux embûches de la sentimentalité, dès lors que la verve de son pinceau parvient à déjouer l'emphase creuse de recettes trop infaillibles. Les facilités spectaculaires de cette composition dite « en coin » vaudront à ces thèmes teintés de romantisme tels que Poète contemplant la lune, Pêcheur solitaire sur le fleuve hivernal, ou encore Promenade sur un sentier de montagne au printemps, une très grande popularité puis, dès l'époque Yuan, une condamnation presque radicale par les peintres lettrés soucieux d'éviter les vulgarités de toute dextérité professionnelle.
Cette dernière opinion prévaudra en Chine ; au Japon par contre, l'école Ma-Xia jouit d'une longue postérité et joue au regard de la peinture nippone, le rôle inspirateur et normatif qui, en Chine propre, revient aux grands maîtres de la Dynastie Yuan (1279-1368).

## Galerie

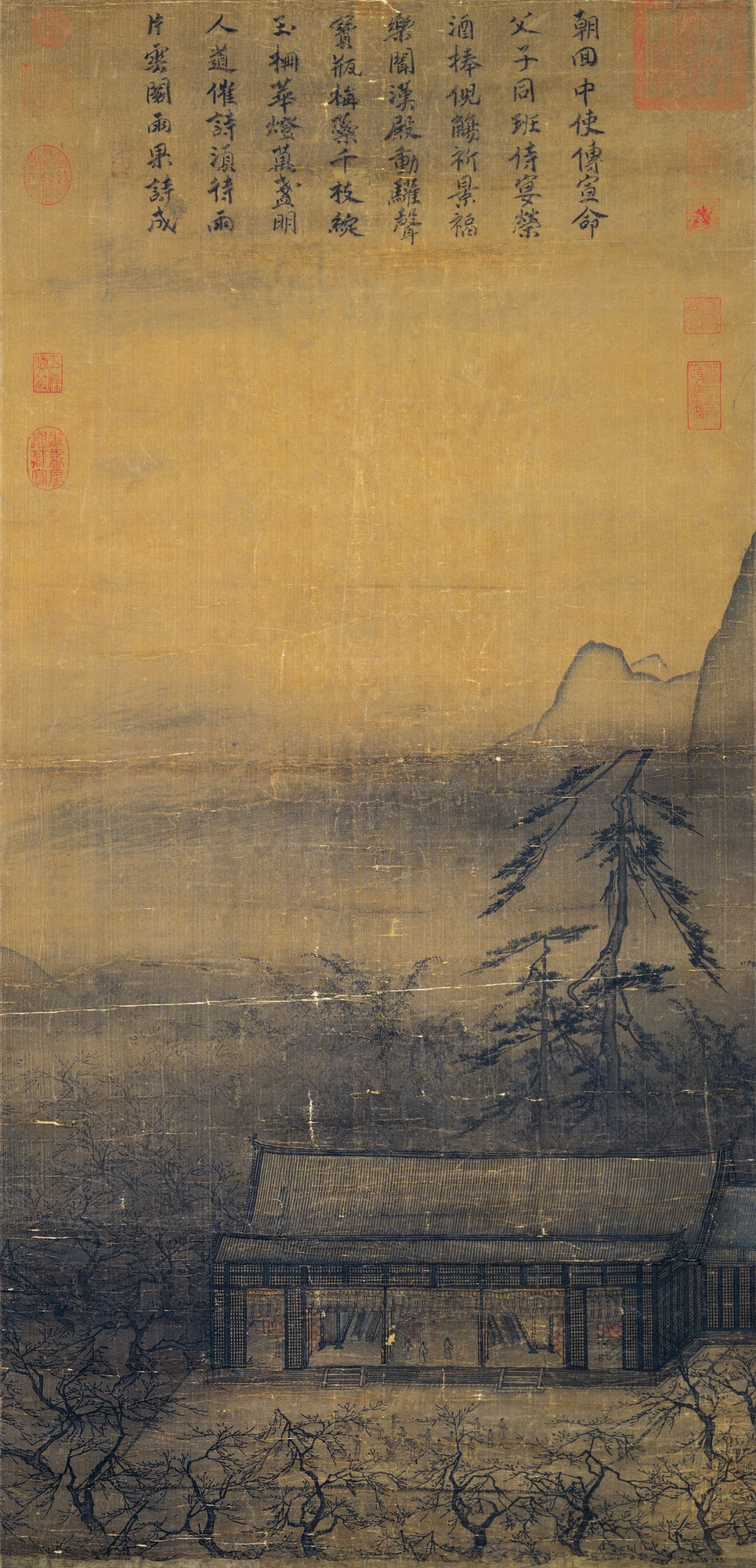
Le banquet aux lanternes. Rouleau vertical, vers 1200, encre et couleurs sur soie, 111.9 × 53,5 cm. Musée national du palais, Taipei.
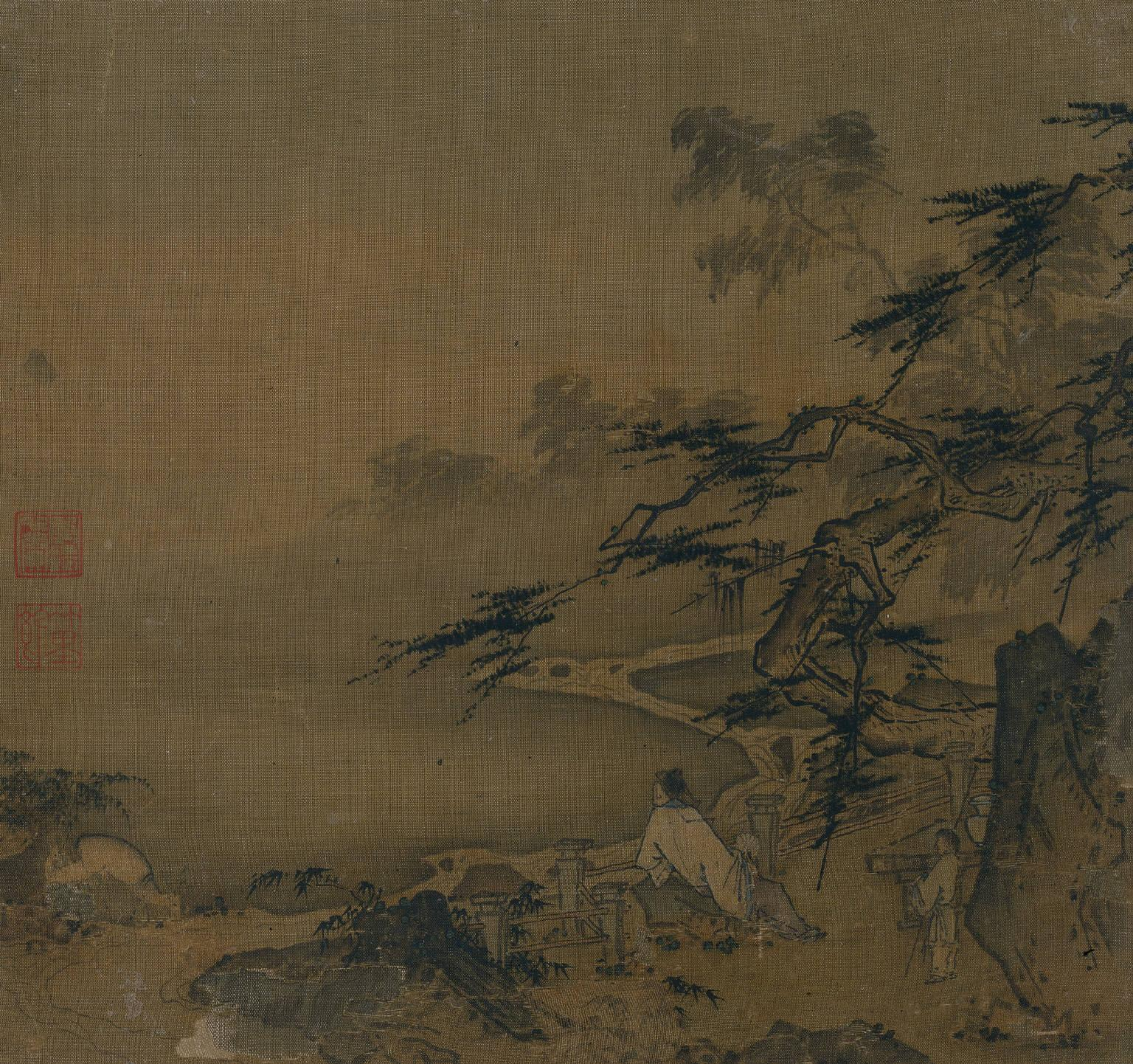
Un lettré et son serviteur sur une terrasse. Feuille d'album, 1200-1230. Encre et couleurs sur soie, 24,9 × 26,1 cm. Collection Wang, New York.
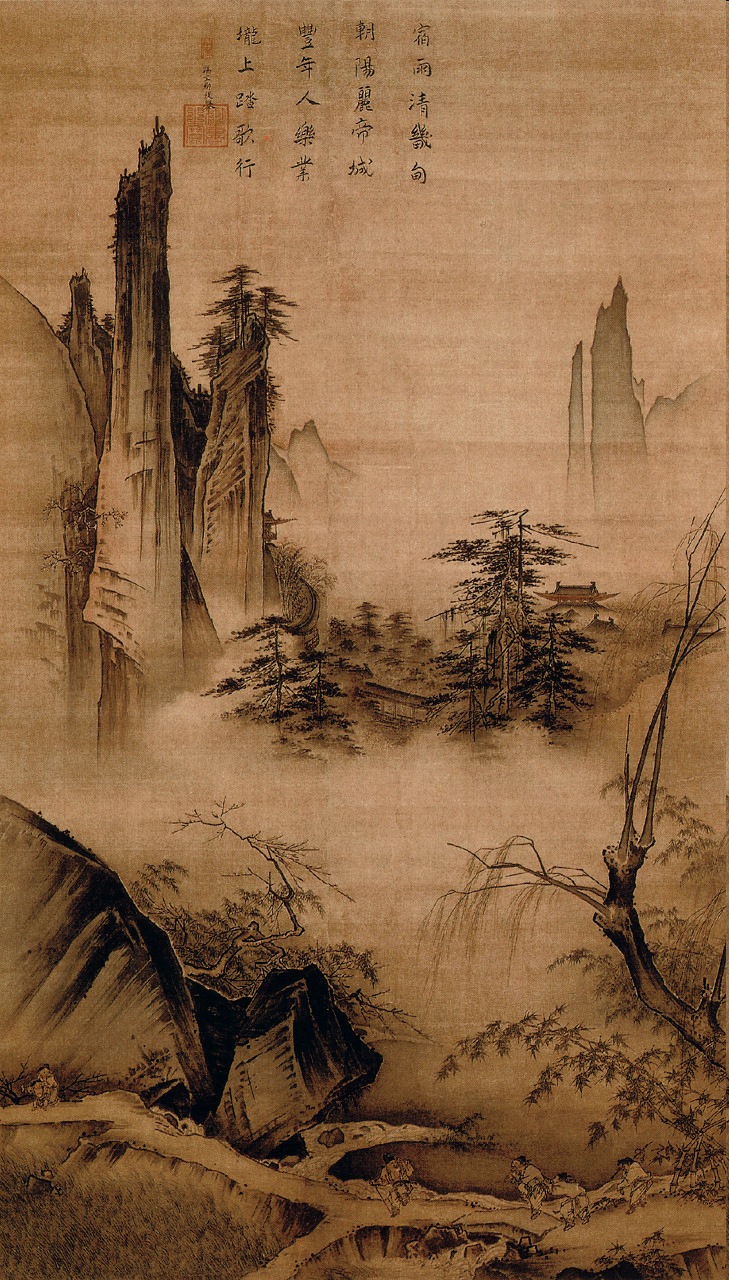
Le chant des premières pousses printanières foulées au pied, début du XIIIe s. Rouleau vertical, encre et couleurs sur soie, 191,8 × 104,5 cm. Musée du Palais Pékin.
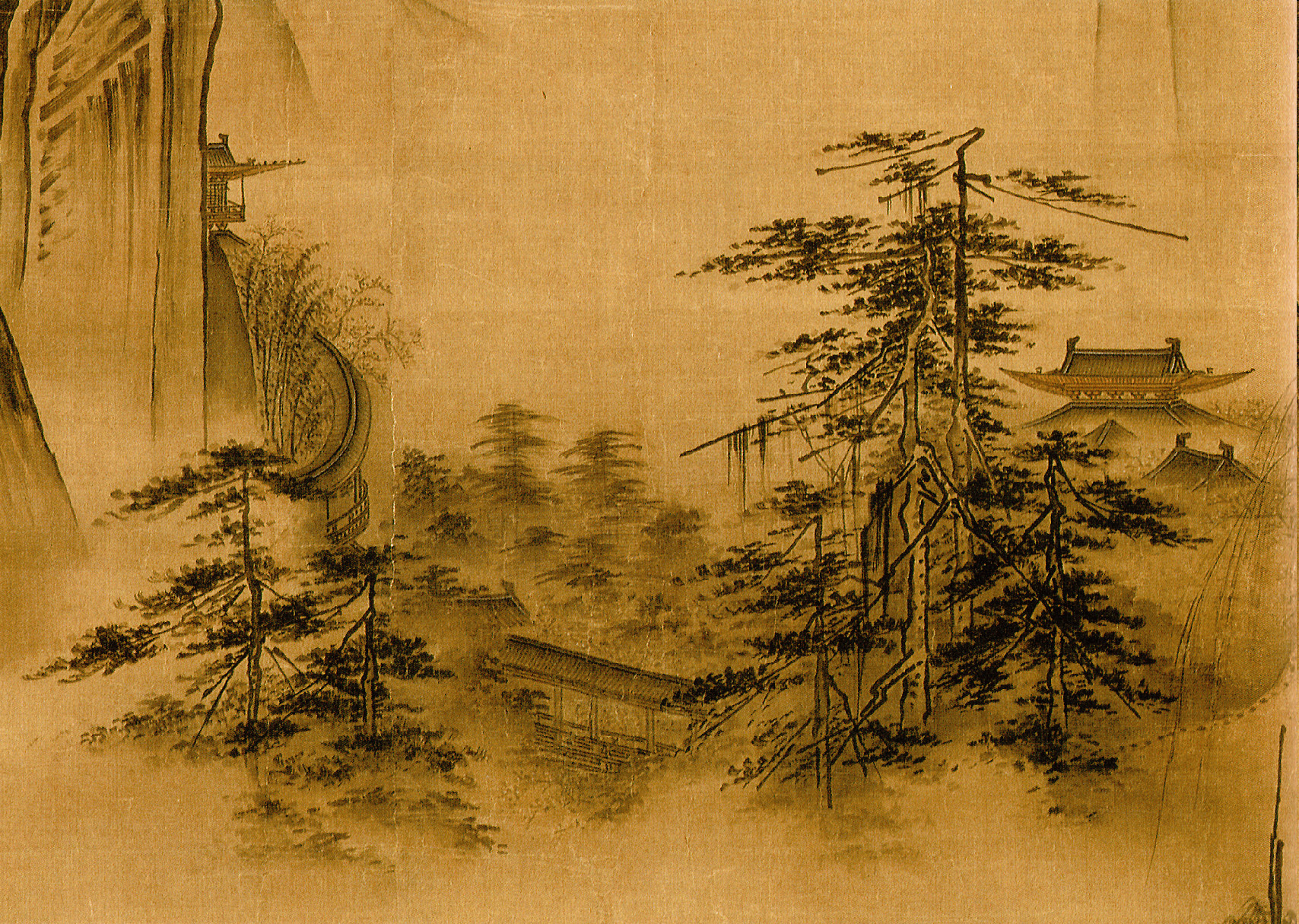
Détail du précédent.
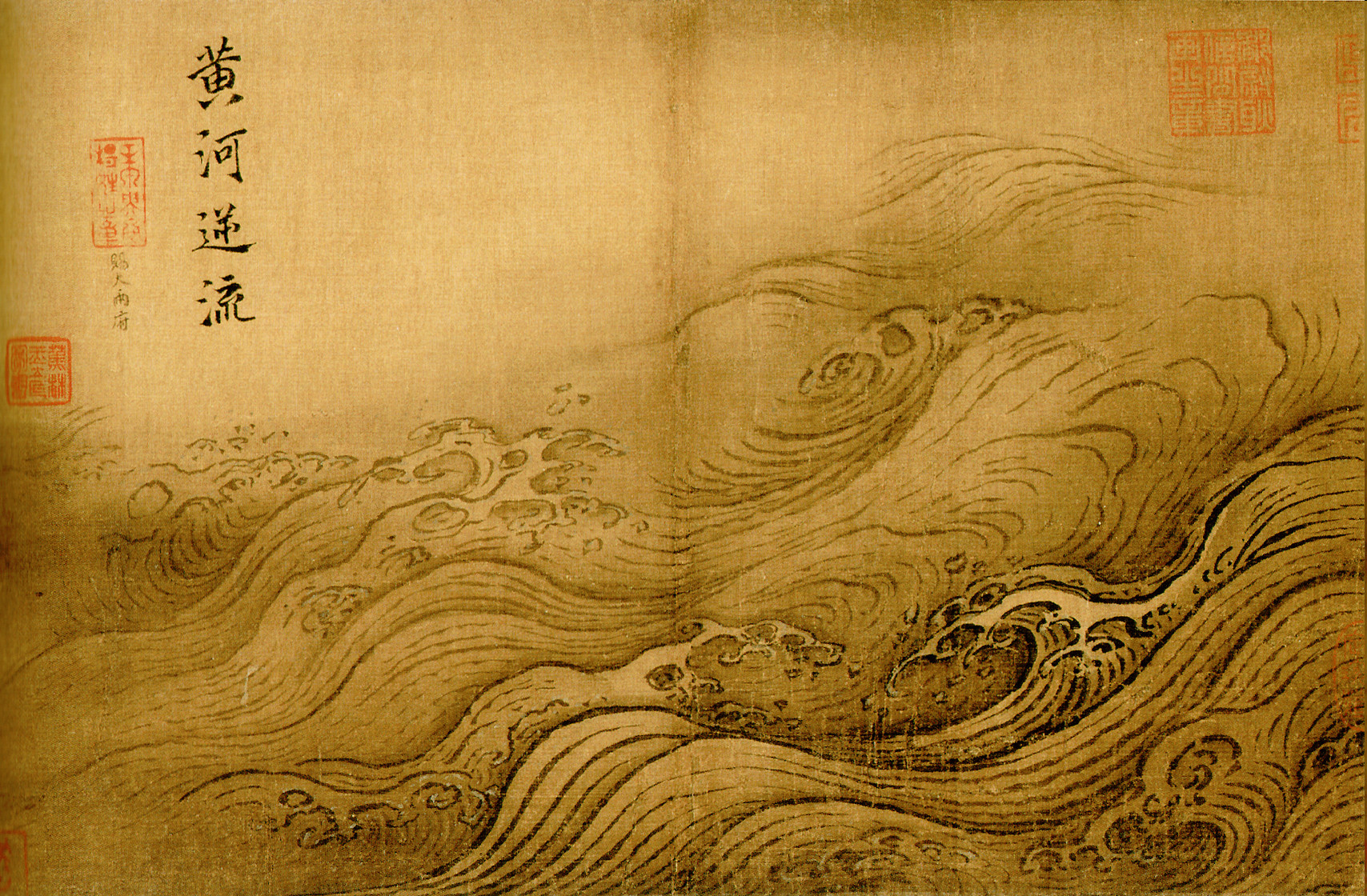
Rapides sur le fleuve Jaune. Feuille d'album. Encre sur soie, 26,8 × 41,6 cm. Musée du Palais Pékin.
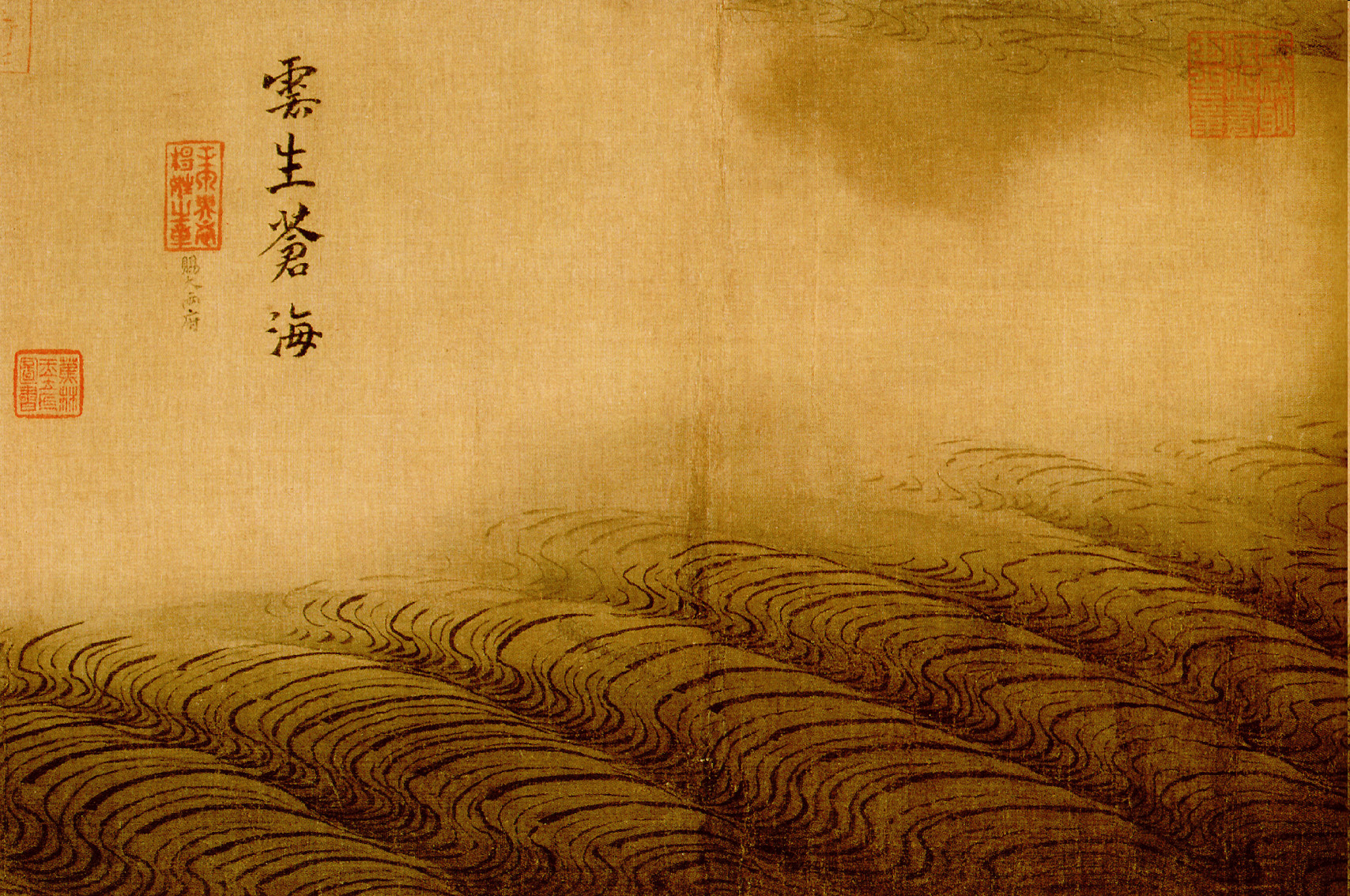
Des nuées s'élevant de la Mer Verte. Feuille d'album. Encre sur soie, 26,8 × 41,6 cm. Musée du Palais Pékin.
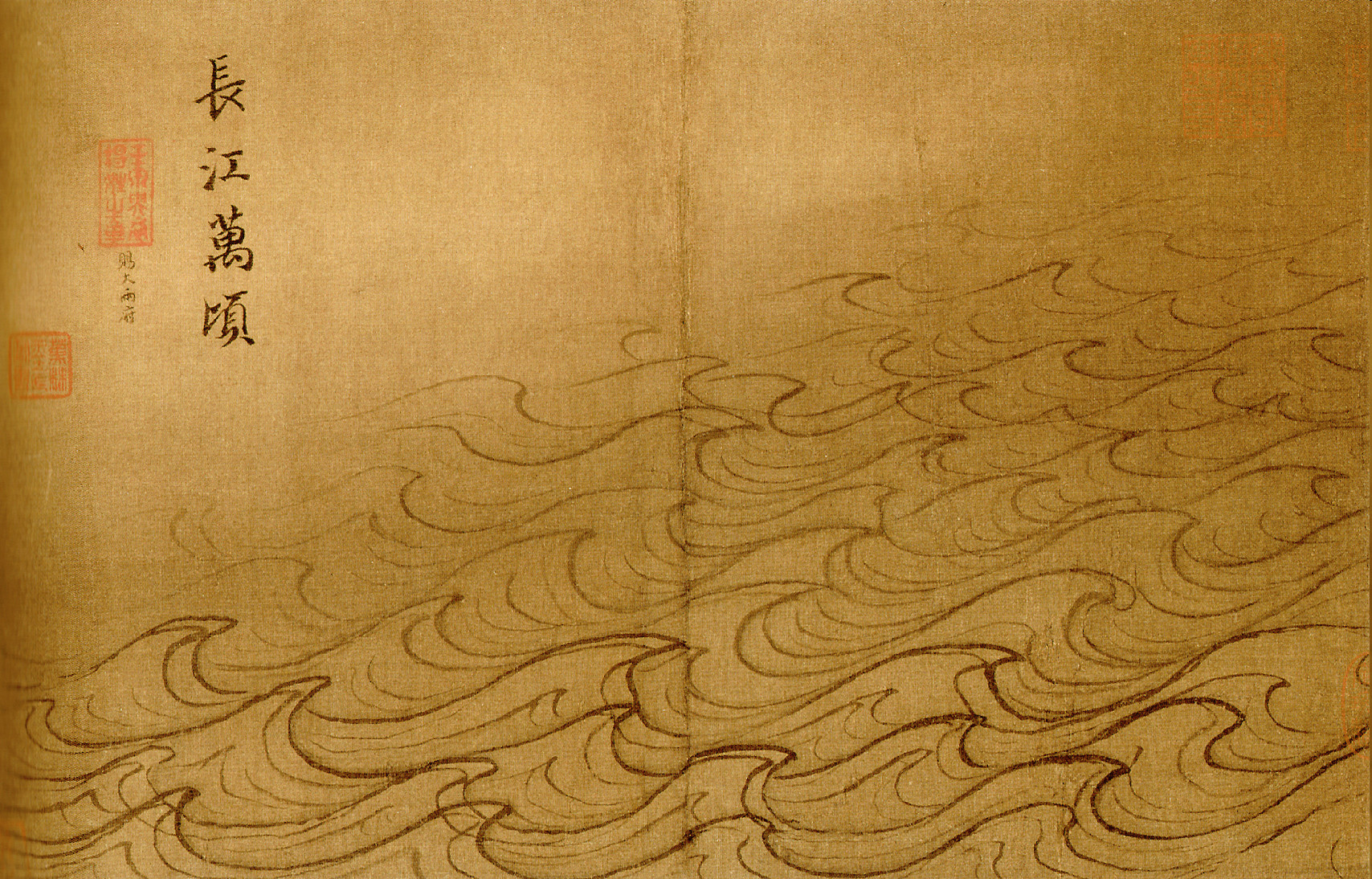
Des milliers de vaguelettes sur le Yangzi Jiang. Feuille d'album. Encre sur soie, 26,8 × 41,6 cm. Musée du Palais Pékin.
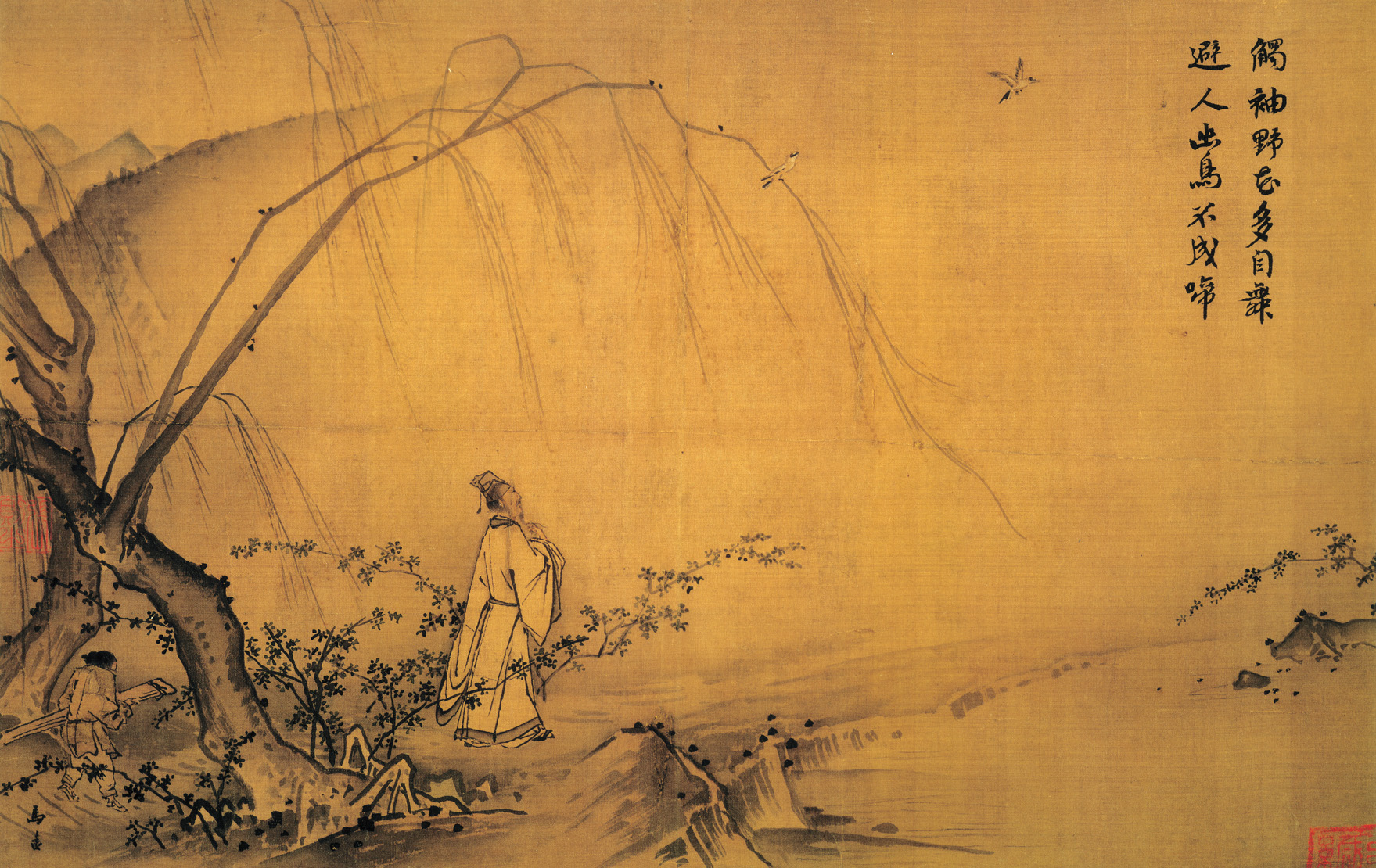
Marcher sur un chemin de montagne au printemps. Feuille d'album, Song du Sud. Encre et couleurs légères sur soie, 27 × 43 cm. Musée national du palais Taipei.
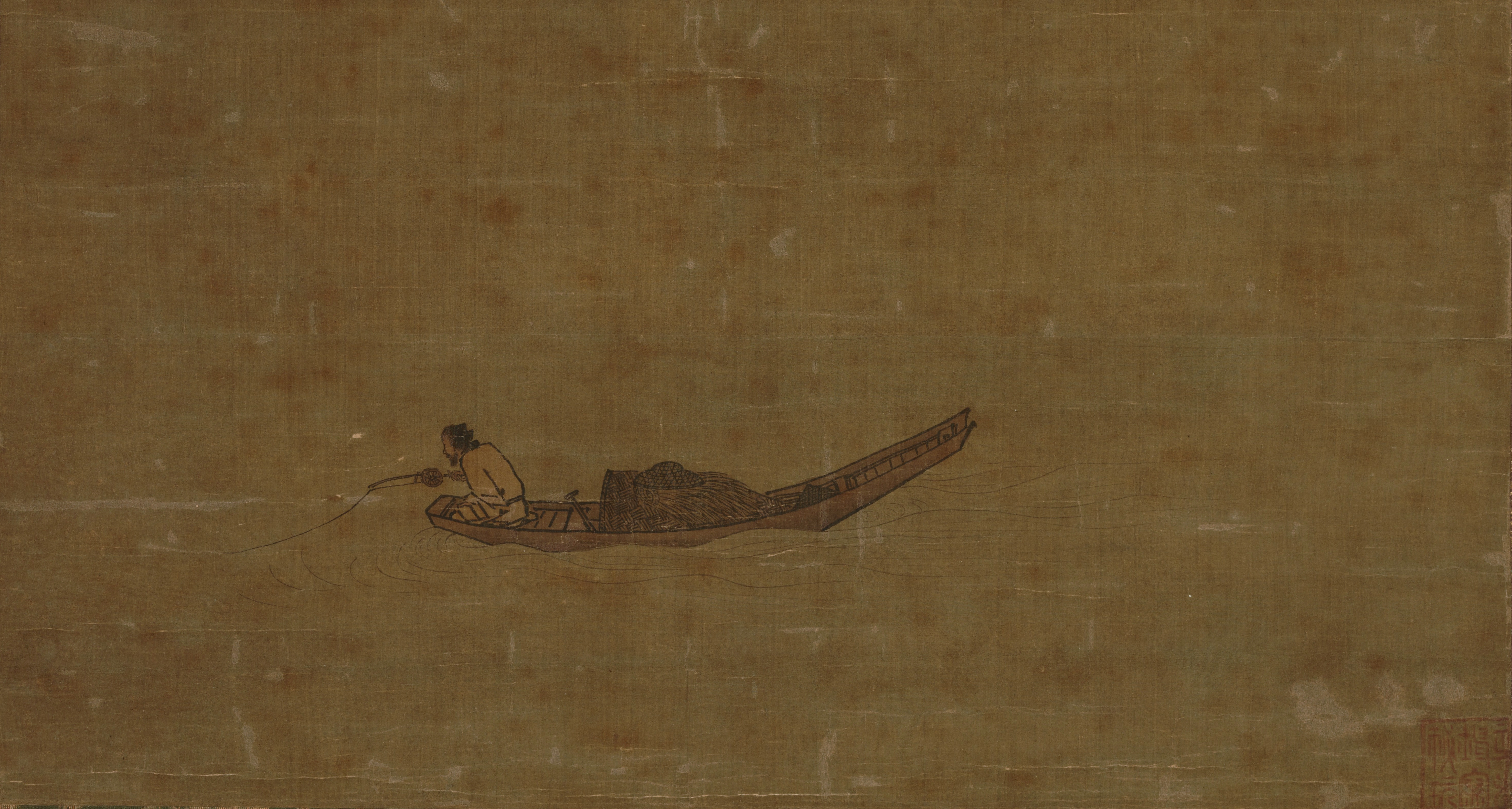
Pêcheur solitaire sur le fleuve en hiver. 1195, Song du Sud. Détail d'un rouleau vertical, encre sur soie, 141 × 36 cm. Musée national de Tokyo.
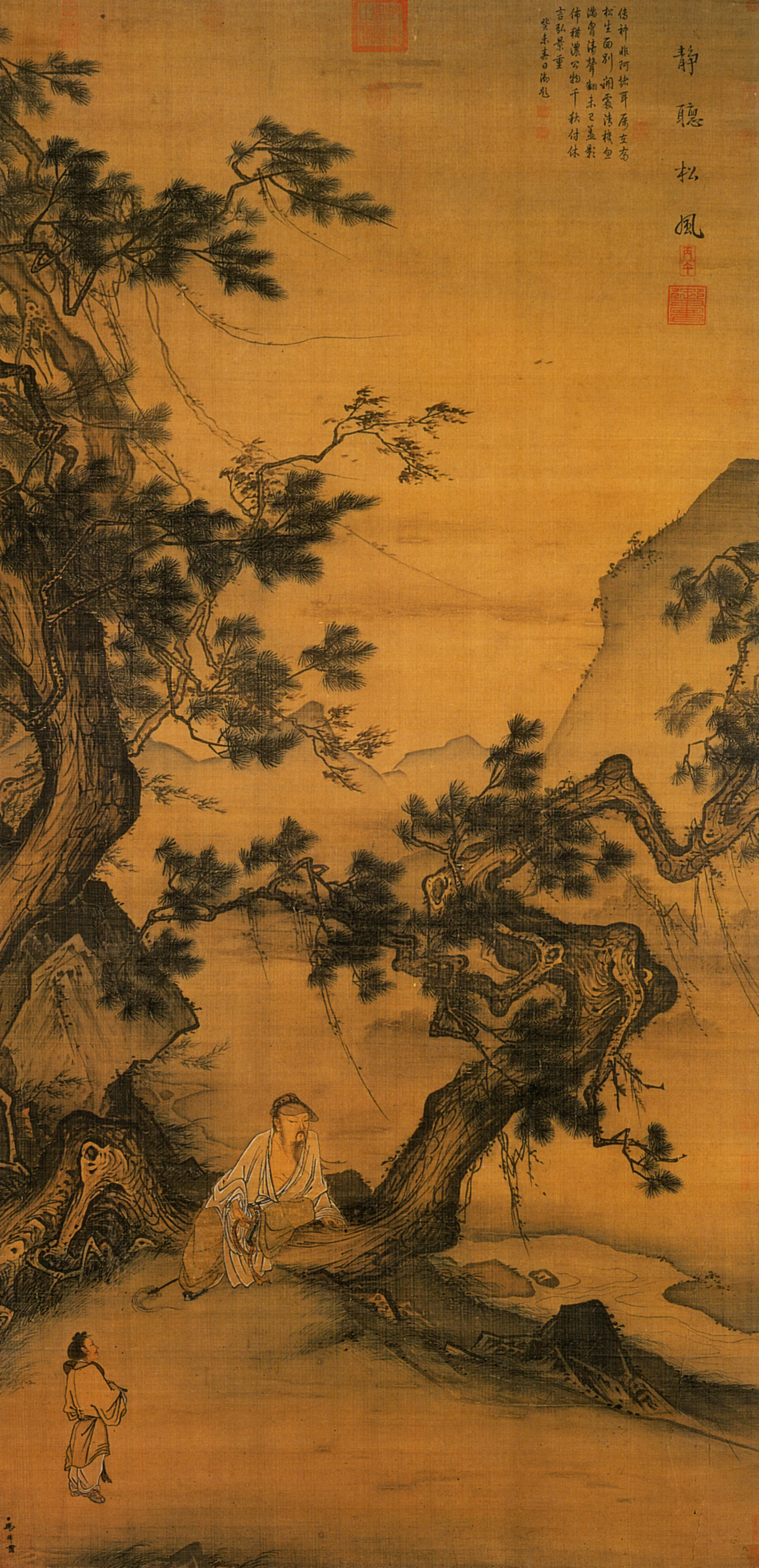
En écoutant paisiblement la brise sous les pins XIIIe s. Ma Lin (1180-ap. 1256). Rouleau vertical, encre et couleurs sur soie, 226,6 × 110,3 cm. Taipei. Musée national du palais[12].

## Musées
- Pékin, Musée du Palais: 
  - Paysage avec lettré et serviteur, encre sur soie.
  - Personnage s'approchant d'une terrasse avec un grand pin et demandant son chemin, large feuille d'album.
  - Da ge tu. Le chant des premières pousses printannières foulées au pied (Paysans chantant en rentrant des champs), encre sur soie, œuvre signée, personnages probablement de Ma Yuan, paysage dû à un assistant.
  - Canards dans l'eau sous des arbres en fleurs, encre et couleurs sur soie feuille d'album signée.
  - Montagnes enneigées dans le brouillard, le long d'une rivière, rouleau en longueur, inscriptions de l'impératrice Yang, femme de l'empereur Ningzong.
  - Fée assise sur une falaise et contemplant la lune, œuvre signée portant le cachet du peintre.
  - Trois femme et deux enfants, Sept dames, Dames sur une terrasse et cavalier à cheval, Sept dames, quatre feuilles d'album accompagnées de quatre inscriptions de l'empereur Gaozong et montées sur un rouleau en longueur, colophon daté 1517 de Wang Chong, attr.
  - Satisfaction du cœur: personnage assis sous un arbre au bord de l'eau, derrière lui un enfant portant un luth, colophon daté 1527 de Wang Chong, rouleau en longueur signé.
  - Homme assis à une table dans un pavillon près de la rivière.
  - En écoutant l'automne, feuille d'album signée.
  - En contemplant la lune dans les pins, feuille d'album.
  - Paysage aux vieux arbres, éventail.

- Shanghai:
  - Montagnes sous la neige, encre sur papier, rouleau en longueur.

- Taipei, Musée national du palais:
  - Aigrettes sur une rive enneigée, encre et couleurs légères sur soie, rouleau en longueur.
  - Promenade sur un sentier de montagne au printemps, encre et couleurs légères sur soie, feuille d'album.
  - L'aube dans les montagnes enneigées, encre et couleurs blanche sur soie, feuille d'album signée.
  - Fleurs d'abricotiers, encre et couleurs sur soie, feuille d'album signée, deux lignes de poésie de Yang Meizi, belle sœur de l'empereur Ninzong.
  - En jouant du luth au clair de lune, encre et couleur légères sur soie, rouleau en hauteur, attri.
  - Pêcheur solitaire sur un ruisseau automnal.
  - Homme rentrant par les champs sous la neige, encre, grande feuille d'album signée.
  - Philosophe assis sous la branche proéminente d'un pin, au bord d'un ruisseau, fragment de l'album Minghua Jizhen.
  - Le printemps dans les montagnes, lettré debout sous un saule effeuillé et serviteur portant un luth, feuille d'album signée, poème de Yang Meizi.
  - Deux hommes sous les pins surplombant la vallée dans le brouillard, rouleau en longueur.
  - Montagnes et grands pins près d'une chaumière sous la neige, œuvre signée.
  - Immortel chevauchant un dragon dans les nuages et la brume, œuvre signée.
  - Poète assis sous les grands pins et contemplant la lune, œuvre signée.
  - La fête des lanternes, œuvre signée et accompagnée d'un poème et d'un colophon de Qianlong.
  - Trois hérons sur des rochers près d'une rivière hivernale, œuvre signée.

- Tōkyō, Musée national de Tokyo: 
  - Pêcheur solitaire sur le fleuve hivernal, couleur sur soie, petit rouleau en longueur.
  - Le moine Dongshan passant le ruisseau à gué, couleur sur soie, rouleau en hauteur, de la série des Cinq Écoles du bouddhisme Chan, au registre des Biens Culturels importants.

- Kyōto, Fuji Yurinkan Mus.:
  - Jardin en hiver, lettré assis dans un pavillon, feuille d'album signée.

- Kyōto, Tenryū-ji:
  - Le moine Chan Yunmen en conversation avec un autre moine, deux peintures appartenant à une série représentant les Cinq Écoles du bouddhisme Chan.

- Atami, Art Mus.:
  - Noble lettré contemplant la lune, encre et couleurs sur soie, rouleau en hauteur, attr., au registre des Biens Culturels Importants.

- Hakone
  - Clair de lune, lettré assis sur une terrasse sous un pin.

- Boston, Mus. of Fine Arts:
  - Deux sages et un serviteur sous un prunier, encre et couleurs légères sur soie, éventail monté en rouleau et signé.
  - Début de printemps, saules défeuillés et montagnes lointaines, encre et couleurs légères sur soie, éventail monté en rouleau et signé.
  - Bateau près d'un pavillon surplombant une rivière sur une berge boisée, encre et couleurs légères sur soie, rouleau en hauteur signé.
  - Paysage d'hiver, un homme et un enfant dans un pavillon au bord de l'eau, encre et couleurs légères sur soie, rouleau en hauteur, attribution.
  - Personnage contemplant les nuages sur la terrasse d'un palais, encre et couleurs légères sur soie, feuille d'album.
  - Xiao Sihua jouant du luth sous un arbre pour l'empereur Sui Wendi, encre et couleurs légères sur soie, éventail monté en rouleau.

- Washington DC, Freer Gallery of Art:
  - Pavillon surplombant l'eau sous les grands pins.
  - Retraite de montagne, sous les grands pins près de la rivière, ancienne attri.
  - Paysage de montagne, grands arbres et deux personnages sur une terrasse au-dessus de l'eau.
  - Paysage de hautes montagnes et de grands pins près de la rivière, grand rouleau en longueur inscrit avec le nom du peintre et la date de 1192, probablement une copie d'après Xia Gui.

- Cincinnati, Art Mus.:
  - Si Hao, les quatre grisons dans les monts Shang à la fin du règne de Qin shihuangdi, encre sur papier, rouleau en longueur signé, nombreux sceaux et quarante colophons.

- Londres, British Museum:
  - Partie en bateau au clair de lune, rouleau en hauteur, attribution.